# Abraham Begeyn
Abraham Begeyn ou Abraham Jansz. Begeyn (vers 1637, Leyde, Provinces-Unies- 11 juin 1697, Berlin, Brandebourg-Prusse) est un peintre néerlandais du siècle d'or. Il est connu pour ses peintures de paysages italianisants, d'ensembles architecturaux, et de natures mortes.

## Biographie
Abraham Begeyn est né vers 1637 à Leyde aux Pays-Bas.
Il étudie la peinture auprès du peintre Nicolaes Berchem qui influencera grandement son style. Il est également influencé par les peintres Jan Asselyn et Otto Marseus van Schrieck. Il devient membre de la guilde de Saint-Luc de Leyde à partir de 1655, jusqu'en 1667. Il entreprend un voyage en France et en Italie en 1659 et séjourne successivement dans les deux pays pendant deux ans. Il demeure en particulier à Rome et Naples. En 1672, le rampjaar, l'année du désastre, il s'installe à Amsterdam. Il s'exile ensuite à Londres et travaille à Ham House dans le Surrey en compagnie des peintres Willem van de Velde le Jeune et Dirck van der Bergen. En 1681, il est de retour aux Pays-Bas et s'installe à La Haye. En 1683, il devient membre de la Confrérie Pictura, une association d'artistes à La Haye.
En 1688, il déménage et s'installe à Berlin, où il devient peintre de la cour prussienne. En particulier, il devient le peintre principal de Frédéric III, l'électeur de Brandebourg, qui deviendra plus tard roi de Prusse. Il meurt d'une crise cardiaque lorsque le peintre Augustinus Terwesten lui rend visite à son atelier en compagnie de deux autres peintres. Il est probable que cette fin tragique soit due à la pression exercée sur le peintre en raison de la concurrence acharnée avec Augustinus Terwesten, qui est également peintre de la cour et qui a fondé une académie de peinture en 1697. Les deux hommes sont en concurrence pour l'obtention de titre de professeur.
Il meurt le 11 juin 1697 à Berlin.

## Œuvres
- Le pillage[2], Rijksmuseum, Amsterdam
- Une carrière de pierre, Mauritshuis, La Haye
- Canards et chèvre dans un parc, legs d'Albert Pomme de Mirimonde à la RMN, affecté au musée Baron-Martin, Gray (Haute-Saône)
- Paysans avec du bétail près d'une ruine[3], The National Gallery, Londres
- Bord de mer[4], Musée de l'Ermitage, Saint-Pétersbourg
- Chèvres au pied d'une statue antique